# 아이슬란드어
아이슬란드어(아이슬란드어: íslenska)는 아이슬란드의 공용어이다.
대부분의 서유럽 언어는 명사 변화를 비롯한 어형 변화가 크게 없지만 아이슬란드어는 라틴어, 더 비슷하게는 고대 노르드어 및 고대 영어에 비견될 만큼 문법이 복잡하다. 또한 아이슬란드어는 극도의 순수주의를 내걸고 18세기 이후로 라틴어나 그리스어에서 들어온 차용어를 대부분 배제하고 있다. 예를 들어 전기를 뜻하는 스웨덴어 단어는 "그리스어: Ηλεκτριόμος"에서 비롯된 "Electiricitet"이고 덴마크어나 노르웨이어도 이 어근에서 온 단어를 쓰지만 아이슬란드어는 "Rafmagn"이라는 단어를 쓴다. 또한 아이슬란드어는 지난 몇 세기 동안 약간의 음운 변이 이외에는 거의 변화하지 않은 보수적 언어이기도 하다. 다른 스칸디나비아어와 유사한 어휘가 다수 있으나 의사소통은 불가능하다.

## 음운

### 닿소리
|        |        | 입술소리 | 치음/ 치경음 | 경구개음 | 연구개음 | 성문음 |
| ------ | ------ | -------- | ------------ | -------- | -------- | ------ |
| 비음   | 유성음 | m        | n            | ɲ        | ŋ        |        |
| 비음   | 무성음 | m̥        | n̥            | ɲ̊        | ŋ̊        |        |
| 파열음 | 무기음 | p        | t            | c        | k        |        |
| 파열음 | 유기음 | pʰ       | tʰ           | cʰ       | kʰ       |        |
| 마찰음 | 무성음 | f        | θ            | ç        | x        | h      |
| 마찰음 | 유성음 | v        | ð            | ʝ        | ɣ        |        |
| 접근음 | 유성음 |          | l            |          |          |        |
| 접근음 | 무성음 |          | l̥            |          |          |        |
| 전동음 | 유성음 |          | r            |          |          |        |
| 전동음 | 무성음 |          | r̥            |          |          |        |
| 치찰음 | 치찰음 |          | s            |          |          |        |

### 홀소리
|          | 전설 | 전설 | 중설 | 후설 |
| -------- | ---- | ---- | ---- | ---- |
| 고모음   | i    | y    |      | u    |
| 근고모음 | ɪ    | ʏ    |      | ʊ    |
| 중모음   | ɛ    | œ    |      | ɔ    |
| 저모음   |      |      | a    |      |

## 문법
아이슬란드어는 굴절성이 큰 언어이다. 모든 명사에 문법적 성이 있으며 명사는 4개의 격(case)이 있다. 동사도 마찬가지로 인칭에 따라 바뀐다.

## 어휘
다른 게르만어파의 언어들이 라틴어와 그리스어의 영향을 많이 받은 것과 달리 아이슬란드어는 대부분의 어휘가 고대 노르드어에서 유래했다. 아이슬란드의 지리적 고립 때문에 대륙의 여러 게르만어파 언어들처럼 교류에 따라 다른 언어들과 섞이기 어려운 환경에 있었으며 일부 들어온 외래어들도 뒤에 순수주의 운동으로 전부 아이슬란드어 고유어를 바탕으로 합성된 단어로 갈음하기도 했기 때문이다.

## 같이 보기
- 아이슬란드어 알파벳
- 아이슬란드어의 날